# Troglocylisticus cyrnensis
Troglocylisticus cyrnensis är en kräftdjursart som beskrevs av Franco Ferrara och Stefano Taiti 1983A. Troglocylisticus cyrnensis ingår i släktet Troglocylisticus och familjen Cylisticidae. Inga underarter finns listade i Catalogue of Life.